# Porto Rico do Maranhão
Porto Rico do Maranhão is een gemeente in de Braziliaanse deelstaat Maranhão. De gemeente telt 7.179 inwoners (schatting 2009).